# Ras R'mal
Ras R'mal (in arabo رأس الرمل‎) è una penisola sabbiosa lunga circa 10 km, ubicata nella parte settentrionale dell'isola di Gerba in Tunisia.
La penisola delimita un'area lagunare frequentata da numerose specie di uccelli migratori tra cui la spatola bianca (Platalea leucorodia), il fratino eurasiatico (Charadrius alexandrinus) e l'occhione comune (Burhinus oedicnemus).
Il sito è classificato dal 2007 come zona umida di importanza internazionale dalla Convenzione di Ramsar.